# Jean-Jacques-Joseph Debillemont
Jean-Jacques-Joseph Debillemont, né à Dijon le 12 décembre 1824 et mort à Paris le 14 février 1879, est un musicien français à la fois compositeur, critique musical, et chef d'orchestre qui s'est consacré surtout à la musique pour la scène (opérettes, ballets…).

## Biographie
Ayant appris le violon à l'âge de neuf ans dans sa ville natale, il gagne la capitale à quinze ans pour entrer au conservatoire. Il poursuit ensuite sa formation en intégrant l'orchestre de l’opéra-comique et suit un cours de composition auprès de Leborne et Carafa grâce à une bourse du Conseil général de la Côte d'or.
Il fonde un quatuor de musique de chambre à Dijon avec le violoniste Jules Mercier (mort en 1868) et fait jouer ses premières compositions à Dijon (le Renégat, 1849, le Bandolero, 1850, Feu mon oncle, opéra-bouffe, 1851, le Joujou) avant de donner ses premières œuvres à Paris. On peut citer parmi ses œuvres nombreuses : 
- C'était moi, opérette en 1860,
- Astaroth opéra-comique en 1861,
- la Vipérine opérette en 1866,
- Napoléon devant les peuples, cantate en 1867,
- Grand Duc de Matapa opéra-bouffe en 1868,
- Roger Bontemps (opéra-comique en deux actes, livret de Clairville et Bernard Lopez, créé 18 mars 1868 ; une version en un acte avait été créée en 1848)
- le Pantalon de Casimir, opérette en un acte en 1873,
- Le Miroir magique, féerie- ballet en 3 actes, en 1876[2].

Ses œuvres, en particulier ses opéras-comiques, ont connu un certain succès.  François-Joseph Fétis commente ainsi la première représentation du Grand-duc de Matapa, le 16 novembre 1868 au Théâtre des Menus-plaisirs :« Pour sa part, la musique de M. Debillemont caresse agréablement l'oreille. Elle est gaie, comme il convient à une partition d'opéra-bouffe, mais sans cesser jamais d'être fine et distinguée ». Mais ses compositions rencontrent parfois des réticences comme celle de Félix Clément dans son Dictionnaire des opéras, supplément, 1872 à propos de La Revanche de Candaule, opéra-comique en un acte représenté en 1869 : « Tout est grotesque dans ce petit ouvrage.[...] La musique n'a rien offert de saillant ».
Parallèlement à son activité de compositeur, Debillemont dirige autour de 1865 l'orchestre de la Société des Beaux-Arts, avant de diriger l'orchestre de l'Opéra-comique au théâtre de la Porte-Saint-Martin. Il tient également des rubriques de critiques musicale dans différents journaux comme L'élu du peuple à Dijon ou la Revue et gazette des théâtres à Paris.
Jean-Jacques Debillemont  a participé aussi à différents projets de théâtre comme les adaptations à la scène des œuvres de Jules Verne comme Le Tour du monde en 80 jours pièce en 5 actes et un prologue (15 tableaux) représentée pour la première fois à Paris, sur le Théâtre de la Porte-Saint-Martin, le 7 novembre 1874, texte de MM. A. d'Ennery et Jules Verne, musique de Debillemont, ou Les Enfants du capitaine Grant en 1879.
Il meurt le 14 février 1879 en son domicile dans le 10e arrondissement de Paris.
Remarque : Les histoires de la musique retiennent le prénom Jean-Jacques alors que Dijon, sa ville natale, a honoré le musicien en donnant à une petite rue le nom de 'Jean-Joseph Debillemont'.